# Sukajadi (Rantau)
Sukajadi is een bestuurslaag in het regentschap Aceh Tamiang van de provincie Atjeh, Indonesië. Sukajadi telt 773 inwoners (volkstelling 2010).